# Tierra y Libertad (periódico)
Tierra y Libertad es un periódico de ideología anarquista editado durante diferentes, a partir de 1888 en España y entre 1944 y 1988 en México.

## Como revista anarquista
En 1888 se publicó en Gracia un periódico quincenal llamado Tierra y Libertad, dirigido por Sebastián Suñé, que alcanzó a 23 números solamente, su nombre se origina de la organización rusa homónima.
Sin continuidad aparente con el periódico anterior, en Madrid, a partir del 20 de mayo de 1899 se edita, primero como suplemento de La Revista Blanca y dos años después, de forma independiente, con su título definitivo. Fue dirigida por Federico Urales, González Solá y Saavedra en su primera década. Colaboraban Rafael Urbano, Pahissa, Rodríguez Romero, Urales, Eliseo Reclus, Carlos Malato, etc. Fue editada como semanario, aunque en 1903 salió temporalmente en forma de diario.
Se trasladó a Barcelona en 1906, donde aparecerá con bastante continuidad hasta 1919, cuando fue suprimida. Reapareció en 1923, pero fue suprimido nuevamente por Primo de Rivera. En estos años fue dirigida por Herreros, Cardenal, Basón y Soledad Gustavo. Colaboraban Víctor García, Emilio Boal, Eduardo Gilimón, Federico Urales, Fernando Tarrida del Mármol, Anselmo Lorenzo, Fermín Salvochea, etc.
Reapareció en 1930 editado por la FAI. Contaba con una Biblioteca Tierra y Libertad, que editaba obras de Émile Pouget, Fernand Pelloutier, Juan Lazarte, Ricardo Mella, Manuel González Prada, etc.

## Como órgano de la FAI
Editado por la Federación Anarquista Ibérica (FAI) en Valencia a partir de 1930. Fue suspendida y relanzada muchas veces, debido a la persecución gubernamental. En abril de 1931 llevaba el subtítulo Órgano de la revolución social de España. En ella se recogían diversos artículos de opinión, de actualidad, así como información de actos y publicaciones de temática libertaria.
La revista, como la totalidad de las publicaciones ácratas, era autogestionado por la FAI, negándose a recibir subvenciones del Estado o instituciones. En la década de los años 30 fue uno de los periódicos más leídos y de mayor tirada en España. Su tirada llegó a los 30.000 ejemplares, la mayor para un órgano de prensa político.
En él han escrito los principales pensadores del anarquistas del siglo XX, como Federica Montseny, Federico Urales, Piotr Kropotkin, Rudolf Rocker, Francisco Ascaso, Luigi Fabbri,  Juan García Oliver, Max Nettlau, Melchor Rodríguez o Ramón Acín. Algunos de sus directores fueron Alaiz, Juanel, Jacobo Maguid y Diego Abad de Santillán; entre sus administradores figuran Josep Peirats, Juanel y Ecorza.
Dejó de salir después de finalizada la guerra civil (durante la guerra era editado como diario). Ramón Rufat lo sacó de forma clandestina a partir de 1944 en Madrid y Barcelona.
El periódico fue mensual desde su nueva puesta en marcha en 1977, aunque en épocas anteriores fue un suplemento quincenal de una revista, un semanario y un diario. Hasta el presente lleva editados más de 300 números en esta última etapa.

## En México
Entre 1944 y 1988 fue editada por españoles exiliados anarquistas en México. Totalizó más de 400 números. Fundado por Hermilo Alonso, Marcos Alcón, Domingo Rojas y Benjamín Cano Ruiz. Dirigido por Floreal Ocaña, Cano Ruiz, Severino Campos, Eliseo Rojas, etc. Colaboraciones de Lazarte, Papiol, Manuel Villar, José Alberola, etc.

## Cabeceras

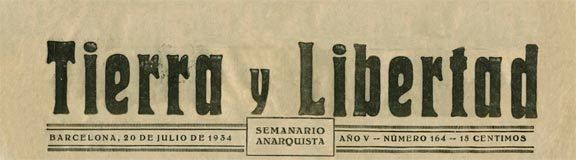
Tierra y Libertad, publicación de la Federación Anarquista Ibérica (FAI)
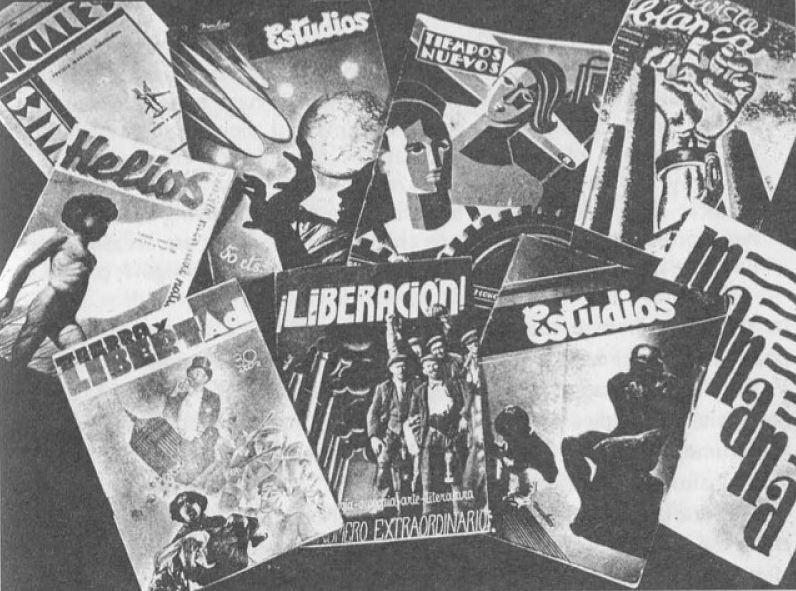
Publicaciones de la CNT y FAI en España
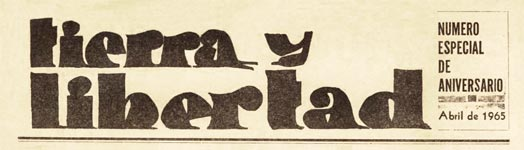
Tierra y Libertad, periódico anarquista mexicano